# مننژیت ویروسی
مننژیت ویروسی, یا مننژیت آسپتیک یک نوع از مننژیت است، که از یک عفونت ویروسی ایجاد می‌شود. علائم بیماری معمولاً شامل سردرد همراه با تب و نور هراسی (فوتوفوبیا) و سفتی گردن می‌باشد.
ویروس‌ها شایع‌ترین علت مننژیت آسپتیک هستند. از بین ویروس‌ها شایع‌ترین آن‌ها انتروویروس‌ها می‌باشد. اما ویروس‌های دیگر نیز می‌تواند باعث مننژیت ویروسی شوند. برای مثال ویروس نیل غربی، اوریون، سرخک، هرپس سیمپلکس نوع I و II, آبله مرغان. بر اساس علائم بالینی علائم مننژیت ویروسی نمی‌تواند به راحتی قابل تمایز از مننژیت باکتریایی باشد، اگر چه مننژیت ویروسی به‌طور معمول از نظر بالینی خوش‌خیم تر است. در مننژیت ویروسی هیچ شواهدی از حضور باکتری‌ها در مایع مغزی-نخاعی (CSF) دیده نمی‌شود. اجرای پونکسیون کمری به منظور تجزیه و تحلیل مایع مغزی-نخاعی برای تشخیص ضروری می‌باشد.
در بسیاری از انواع مننژیت ویروسی درمان قطعی وجود ندارد، و تنها تلاش می‌شود که علائم بیمار مثل تب و سردرد یا حالت تهوع کاهش پیدا کنند. اگرچه در تعدادی از آن‌ها مانند ویروس هرپس سیمپلکس درمان‌های خاص (آسیکلوویر) موجود می‌باشند.

## علائم و نشانه‌ها
مننژیت ویروسی علائم مشخصی از جمله تب، سردرد، سفتی گردن را ایجاد می‌کند. تب ناشی از سایتوکاین‌های منتشر شده‌ای است که بر نورون‌های تنظیم‌کننده حرارت بدن که در هیپوتالاموس واقع هستند تأثیر می‌گذارند. سیتوکین‌ها و افزایش فشار داخل جمجمه باعث تحریک گیرنده‌های درد در مغز می‌شوند، که منجر به سردرد می‌شوند. در مقابل مننژیت باکتریال، علائم مننژیت ویروسی اغلب با شدت کمتر و سرعت پیشرفت کمتر همراه است. تهوع و استفراغ و نور گریزی (حساسیت به نور) نیز معمولاً رخ می‌دهد. همچنین می‌توان به نشانه‌های عمومی عفونت‌های ویروسی مانند درد عضلانی و ضعف عمومی نیز اشاره کرد. افزایش فشار درون جمجمه باعث تحریک ناحیه پوسترما شده و در نهایت که باعث تهوع و استفراغ می‌شود.

## عامل بیماری
شایع‌ترین علل مننژیت ویروسی در ایالات متحده انتروویروس‌ها هستند. .
ویروس‌هایی که می‌توانند باعث مننژیت شوند عبارتند از:
- انتروویروس ۷۱
- اکوویروس
- پولیوویروس‌ها (PV 1, PV2,PV3)
  - Coxsackie A virus (CAV) همچنین عامل بیماری دست، پا و دهان
- هرپس‌ویروسان (HHV)
  - ویروس هرپس سیمپلکس
  - ویروس واریسلا زوستر
  - اپشتین بار ویروس
  - سیتومگالوویروس (CMV / HHV-5)
- اچ‌آی‌وی ; ایدز
- سرخک
- اوریون
- ویروس نیل غربی

## تشخیص
تشخیص مننژیت ویروسی از طریق معاینه بالینی، تاریخچه بیمار، و دیگر تست‌های تشخیصی انجام می‌شود. مهم‌ترین اقدام برای تشخیص آزمون مایع مغزی نخاعی (CSF) جمع‌آوری شده از طریق پونکسیون کمری است. این مایع که به‌طور معمول در اطراف مغز و نخاع است. آنالیز این مایع می‌تواند نشانه‌هایی از عفونت را پدیدار کند. در مننژیت ویروسی تعداد سلول‌های سفید خون تا حدود ۱۰–۱۰۰ سلول در میکرولیتر بالا می‌روند، در اغلب موارد غلبه لنفوسیتی با سطح نرمال سطح گلوکز دیده می‌شود. علاوه بر این نمونه از مدفوع ادرار و خون و گلو نیز می‌تواند در تشخیص و شناسایی مننژیت ویروسی کمک‌کننده باشد.

## درمان

آسیکلوویر

درمان معمولاً حمایتی است. استراحت، هیدراسیون، داروهای ضد تب و درد و همچنین داروهای ضد التهاب را می‌توان به کار برد.
اکثریت بیماران مننژیت ویروسی در عرض ۷–۱۰ روز بهبود می‌یابند.